# Vindrac-Alayrac
Vindrac-Alayrac (okzitanisch Vindrac e Alairac) ist eine südfranzösische Gemeinde mit 155 Einwohnern (Stand 1. Januar 2022) in der Umgebung von Cordes-sur-Ciel im Département Tarn in der Region Okzitanien.

## Lage
Der Doppelort Vindrac-Alayrac liegt auf dem Südufer des Flüsschens Cérou in der Kulturlandschaft des Albigeois nur gut 4 km (Fahrtstrecke) westlich von Cordes-sur-Ciel in einer Höhe von ca. 165 m ü. d. M. Das Klima ist gemäßigt; Regen fällt ganzjährig.

## Bevölkerungsentwicklung
| Jahr      | 1800 | 1851 | 1901 | 1954 | 1999 | 2017 |
| Einwohner | 202  | 371  | 288  | 225  | 171  | 150  |

Der Rückgang der Einwohnerzahlen im ausgehenden 19. und in der ersten Hälfte des 20. Jahrhunderts ist im Wesentlichen auf die Mechanisierung der Landwirtschaft und den damit zusammenhängenden Verlust an Arbeitsplätzen zurückzuführen.

## Wirtschaft
Die Bewohner des Ortes lebten traditionell als Selbstversorger von der Landwirtschaft. In den Orten auf dem Südufer des Cérou blühte die Lederherstellung und -verarbeitung; auch kleinere Wassermühlen sind nachgewiesen.

## Geschichte
Gerbereien und Mühlen bildeten die Grundlage der Eigenständigkeit von Vindrac-Alayrac. Der heutige Ort entstand im Jahr 1840 durch die Zusammenlegung von Vindrac und Alayrac.

## Sehenswürdigkeiten
- Die spätgotische Kirche St-Martin mit ihrem versetzt angeordneten oktogonalen Turmaufbau ist – mit Ausnahme der Ecksteine und der Fenstereinfassungen – aus Bruchsteinen erbaut.
- Die spätmittelalterliche Brücke Pont des Anes führt über den Cérou und bildet heute die Grenze zur östlich gelegenen Nachbargemeinde Les Cabannes; sie wurde im Jahr 2006 als Monument historique[3] anerkannt.

## Persönlichkeiten
Der Troubadour Raimon d’Alayrac wurde wahrscheinlich im 15. Jahrhundert in Alayrac geboren.